# Kitchen Impossible/Staffel 2
Die zweite Staffel Kitchen Impossible begann am 29. Januar 2017 und wurde bis zum 12. März 2017 auf dem Privatsender VOX ausgestrahlt.

## Produktion und Ausstrahlung
Die Erstausstrahlung begann am 29. Januar 2017 mit Tim Mälzers Duell mit Maria Groß und dauerte bis zum 12. März 2017, endend mit einem erneuten Duell zwischen Mälzer und Tim Raue. Ähnlich wie bei der ersten Staffel fand auch hier eine Wiederholung im Sommer selbigen Jahres statt, deren Ausstrahlung jedoch nicht in der Original-Reihenfolge erfolgte.

## Duellanten

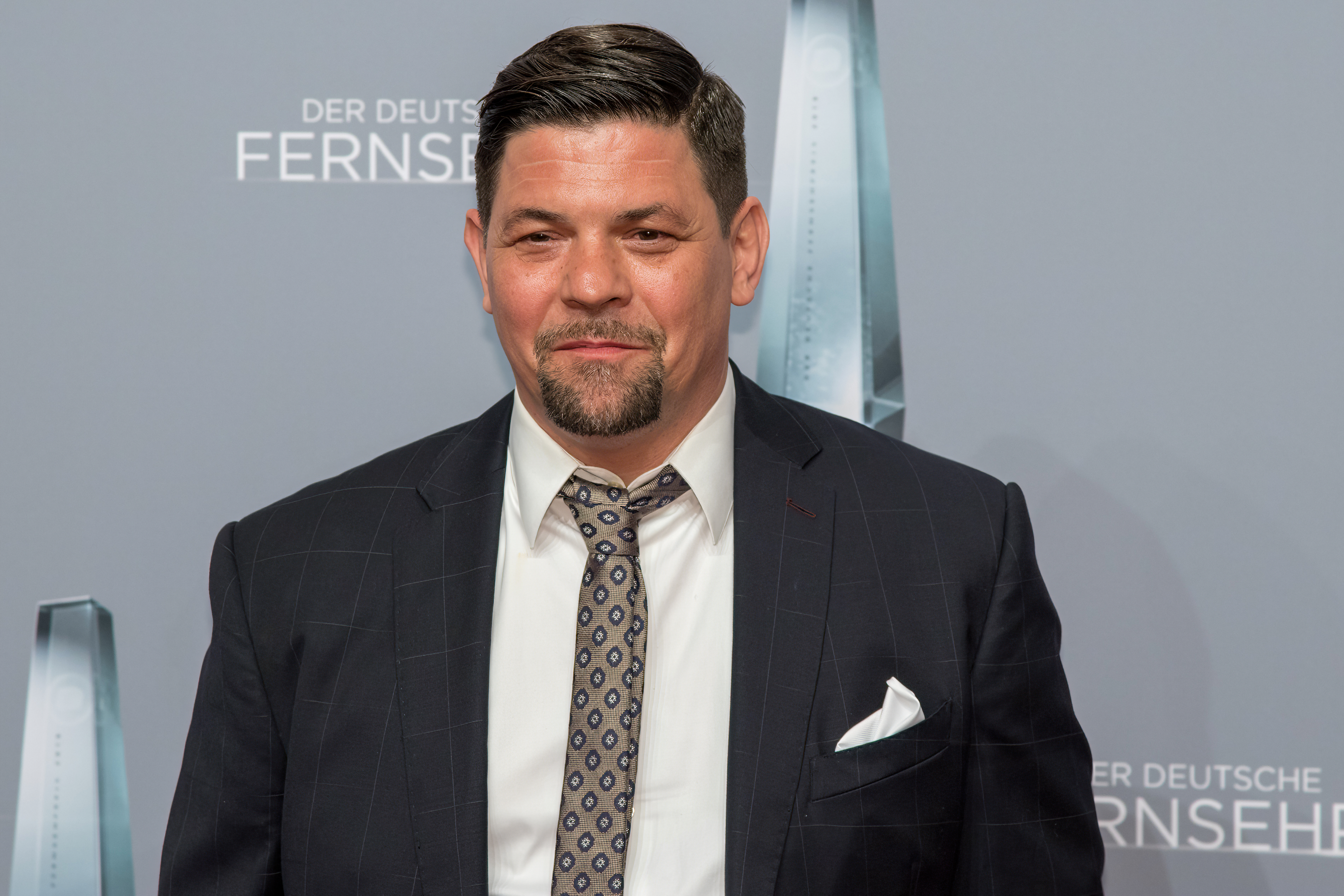
Tim Mälzer

Tim Mälzer ist nicht in allen Folgen zu sehen, sondern wird in einzelnen Folgen von Tim Raue oder Roland Trettl ersetzt. Seine Gegner sind Maria Groß, Hans Neuner, Holger Bodendorf und erneut Tim Raue selbst, welcher zudem gegen Meta Hiltebrand antrat. Außerdem stellte sich Mälzer erneut Christian Lohse, wobei die Folge ungesendetes Material ist, das für Staffel 1 gedacht war. Roland Trettl maß sich ebenfalls mit Christian Lohse. Ein zweites geplantes Duell Trettls mit Peter Maria Schnurr wurde gedreht, aber nicht im Rahmen der zweiten Staffel ausgestrahlt. In Nachfragen der BILD-Zeitung verwies VOX auf „programmplanerische Gründe“ und darauf, dass es „einen neuen Ausstrahlungstermin […] noch nicht“ gäbe. Schlussendlich wurde die Folge innerhalb der 3. Staffel ausgestrahlt.

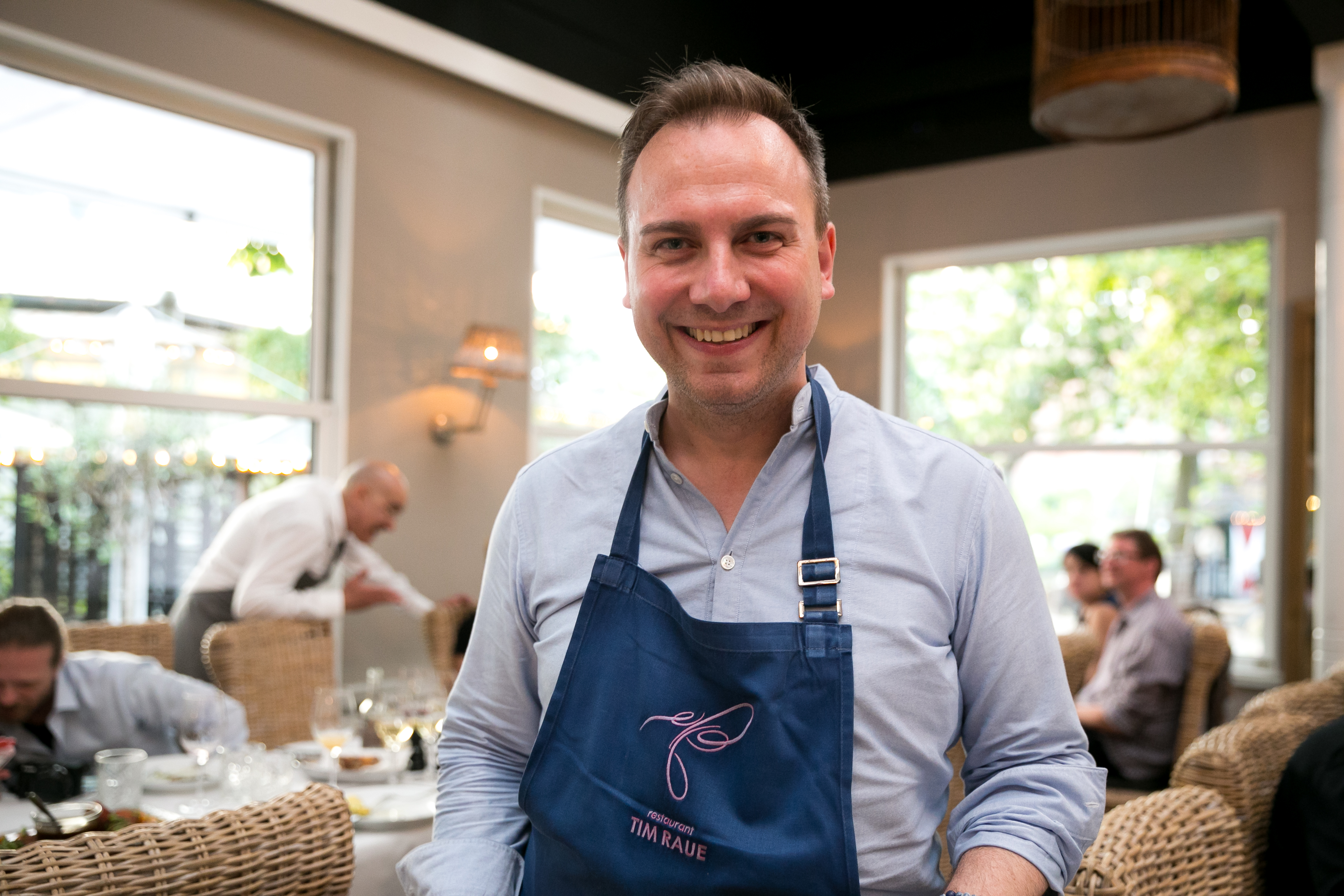
Tim Raue
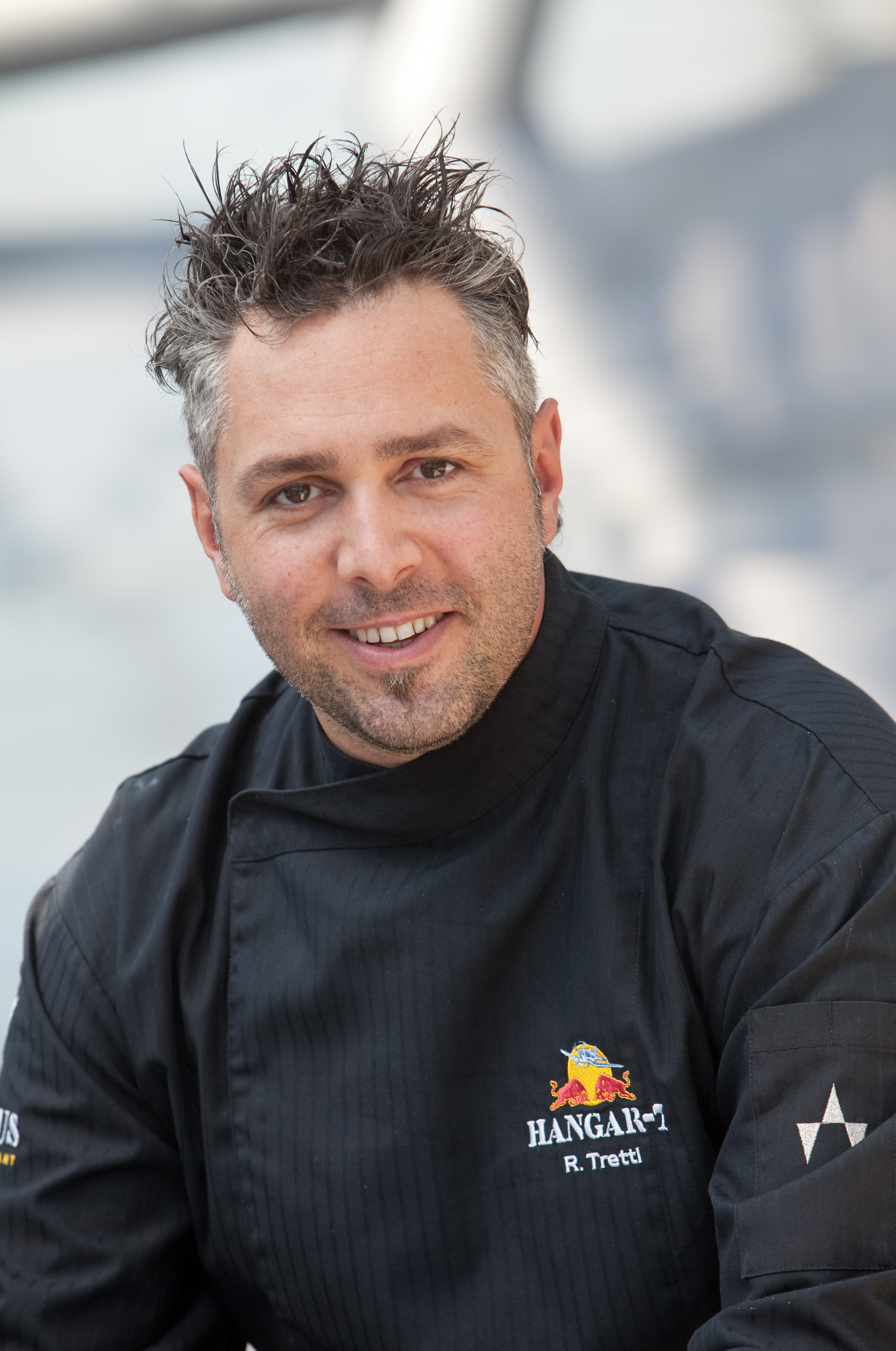
Roland Trettl

## Episoden
Die Gesamtsieger der einzelnen Sendungen werden im Folgenden im Abschnitt „Köche“ namentlich fett dargestellt.
| # | Erstausstrahlung | Köche                          | Koch 1         | Koch 1 | Koch 1  | Koch 2                | Koch 2 | Koch 2  |
| # | Erstausstrahlung | Köche                          | Länder         | Gericht | Punkte  | Länder                | Gericht | Punkte  |
| - | ---------------- | ------------------------------ | -------------- | --- | ------- | --------------------- | --- | ------- |
| 1 | 29. Januar 2017  | Tim Mälzer, Maria Groß         | Prag           | Apfelstrudel mit Vanillesoße | 6,3/10  | Pferdehof bei Gödöllő | Pörkölt, Spätzle und Gurkensalat | 4,1/10  |
| 1 | 29. Januar 2017  | Tim Mälzer, Maria Groß         | Hittisau       | Regenbogenforelle gefüllt mit Blutwurst und Minze, Rehrücken mit Erdbeeren und Wildkräuter-Salat sowie Tafelspitz aus dem Erdloch       | 4,5/10  | Barcelona             | Molekularküche (El Lenguado Enterrado Bajo Las Olas Del Mar und Huevos Rotos („Unter den Wellen des Meeres begrabene Seezunge“ und „Zerbrochene Eier“)) | 4,8/10  |
| 1 | 29. Januar 2017  | Gesamt                         | 10,8/20        | 10,8/20 | 10,8/20 | 8,9/20                | 8,9/20 | 8,9/20  |
| 2 | 5. Februar 2017  | Tim Mälzer, Hans Neuner        | Lissabon       | Bolinhos de Bacalhau, Arroz de Cabidela, Pudim Abate de Priscos                                                                         | 5,9/10  | Tel Aviv              | Shakshuka mit Brot und Hummus | 7,5/10  |
| 2 | 5. Februar 2017  | Tim Mälzer, Hans Neuner        | Hamburg        | „Nordsee“ (Variationen der 3-Sterne-Küche nach Kevin Fehling: Dillstaub, flambierte Makrele, Austernschaum und Seeigelzunge)            | 3,4/10  | Idre                  | Gurpi (Rentier-Fleisch) mit Pastinakenpüree | 4,5/10  |
| 2 | 5. Februar 2017  | Gesamt                         | 9,3/20         | 9,3/20 | 9,3/20  | 12,0/20               | 12,0/20 | 12,0/20 |
| 3 | 12. Februar 2017 | Tim Raue, Meta Hiltebrand      | Escholzmatt    | „Fichtenmenü“ (Rehbratwurst, Aschebrot, Kohlensenf, Räucherkartoffeln, Fichten-Miso, Fichtensamen-Butter) (nach Stefan Wiesner)         | 6,0/10  | Druskininkai          | kalte Rote-Beete-Suppe mit Kartoffeln, litauischer Baumkuchen                                                                                           | 4,6/10  |
| 3 | 12. Februar 2017 | Tim Raue, Meta Hiltebrand      | Marrakesch     | Lamm-Tajine mit Couscous | 6,5/10  | Seoul                 | Seeigel-Bibimbap, Abalone | 5,2/10  |
| 3 | 12. Februar 2017 | Gesamt                         | 12,5/20        | 12,5/20 | 12,5/20 | 9,8/20                | 9,8/20 | 9,8/20  |
| 4 | 19. Februar 2017 | Tim Mälzer, Holger Bodendorf   | Tromsø         | „Emma’s Fischauflauf“ | 5,5/10  | Zagreb                | Soparnik und Štrukli | 7,0/10  |
| 4 | 19. Februar 2017 | Tim Mälzer, Holger Bodendorf   | Dubai          | Ouzi (kalte & warme Mezze), Baba Ghanouj, gefüllte Weinblätter, Mohammarah und Bulgur Bil Banadoura                                     | 5,8/10  | London                | Gegrilltes Rippchen im Brötchen mit Chilisauce „Holy Fuck“ (zu kochen für Fans von West Ham United)                                                     | 3,5/10  |
| 4 | 19. Februar 2017 | Gesamt                         | 11,3/20        | 11,3/20 | 11,3/20 | 10,5/20               | 10,5/20 | 10,5/20 |
| 5 | 26. Februar 2017 | Roland Trettl, Christian Lohse | Bad Oeynhausen | Stippgrütze mit Brot | 2,7/10  | Venedig               | Ragù di Baccalà | 4,7/10  |
| 5 | 26. Februar 2017 | Roland Trettl, Christian Lohse | Charleston     | Fried Green Tomatoes, Red Slaw, Shrimp and Grits                                                                                        | 7,2/10  | Taormina              | Gnocchi di Melanzane al Pomodoro | 5,1/10  |
| 5 | 26. Februar 2017 | Gesamt                         | 9,9/20         | 9,9/20 | 9,9/20  | 9,8/20                | 9,8/20 | 9,8/20  |
| 6 | 5. März 2017     | Tim Mälzer, Christian Lohse    | Saarbrücken    | Bouillabaisse (nach Jens Jakob) | 4,8/10  | Menton                | Poulet de Bresse mit Mais-Schaum und Polenta-Chips (Lohse kochte zum Huhn Ratatouille, da er weder Mais noch Polenta einkaufen konnte)                  | 3,5/10  |
| 6 | 5. März 2017     | Tim Mälzer, Christian Lohse    | Trautmannsdorf | „Steirische Jakobsmuscheln“ (Stierhoden) mit Kuheuter (nach Richard Rauch)                                                              | 7,3/10  | Afytos                | Kokoretsi mit Ofenkartoffeln, Bauernsalat und Schafsjoghurt                                                                                             | 7,3/10  |
| 6 | 5. März 2017     | Gesamt                         | 12,1/20        | 12,1/20 | 12,1/20 | 10,8/20               | 10,8/20 | 10,8/20 |
| 7 | 12. März 2017    | Tim Mälzer, Tim Raue           | Berlin         | Königsberger Klopse (nach Tim Raue) | 4,5/10  | Caimari               | Coca mit Octopus, Schneckensuppe und Aioli | 5,7/10  |
| 7 | 12. März 2017    | Tim Mälzer, Tim Raue           | Zürich         | Saiblingsfilet, Rehmedaillon mit Schupfnudeln und Pistazienfinancier (serviert an Bord eines Swiss-Flugs, zuzubereiten bei Gategourmet) | 6,6/10  | Sarzana               | Tiramisu-Torte | 4,1/10  |
| 7 | 12. März 2017    | Gesamt                         | 11,1/20        | 11,1/20 | 11,1/20 | 9,8/20                | 9,8/20 | 9,8/20  |

## Einschaltquoten
| Folge | Datum der Erstausstrahlung | Zuschauer Gesamt | Zuschauer 14 bis 49 Jahre | Quote Gesamt | Quote 14 bis 49 Jahre | Quellen              |
| ----- | -------------------------- | ---------------- | ------------------------- | ------------ | --------------------- | -------------------- |
| 1     | 29. Jan. 2017              | 1,99 Mio.        | 1,33 Mio.                 | 6,6 %        | 12,2 %                | [ 15 ] [ 16 ] [ 17 ] |
| 2     | 5. Feb. 2017               | 1,80 Mio.        | 1,24 Mio.                 | 5,9 %        | 11,3 %                | [ 18 ] [ 19 ] [ 17 ] |
| 3     | 12. Feb. 2017              | 1,79 Mio.        | 1,25 Mio.                 | 5,9 %        | 11,9 %                | [ 20 ] [ 21 ] [ 17 ] |
| 4     | 19. Feb. 2017              | 1,87 Mio.        | 1,23 Mio.                 | 6,2 %        | 11,6 %                | [ 22 ] [ 23 ]        |
| 5     | 26. Feb. 2017              | 1,82 Mio.        | 1,22 Mio.                 | 6,0 %        | 11,4 %                | [ 24 ]               |
| 6     | 5. März 2017               | 2,23 Mio.        | 1,48 Mio.                 | 7,3 %        | 13,5 %                | [ 25 ] [ 26 ]        |
| 7     | 12. März 2017              | 2,14 Mio.        | 1,48 Mio.                 | 7,2 %        | 13,8 %                | [ 27 ] [ 28 ] [ 29 ] |